# Abdul Ghafar Ghafoori
Abdul Ghafar Ghafoori, född 15 september 1937, är en afghansk friidrottare (kortdistanslöpare). Han deltog vid olympiska sommarspelen 1960.